# التلفزيون الإستوني
Eesti Televisioon ( ETV ) ( (بالإنجليزية: Estonian Television)‏ ) هي قناة تلفزيونية إستونية مجانية تملكها وتديرها شركة البث الإستونية. قدمت أول بث لها في 19 يوليو 1955.

## تاريخ

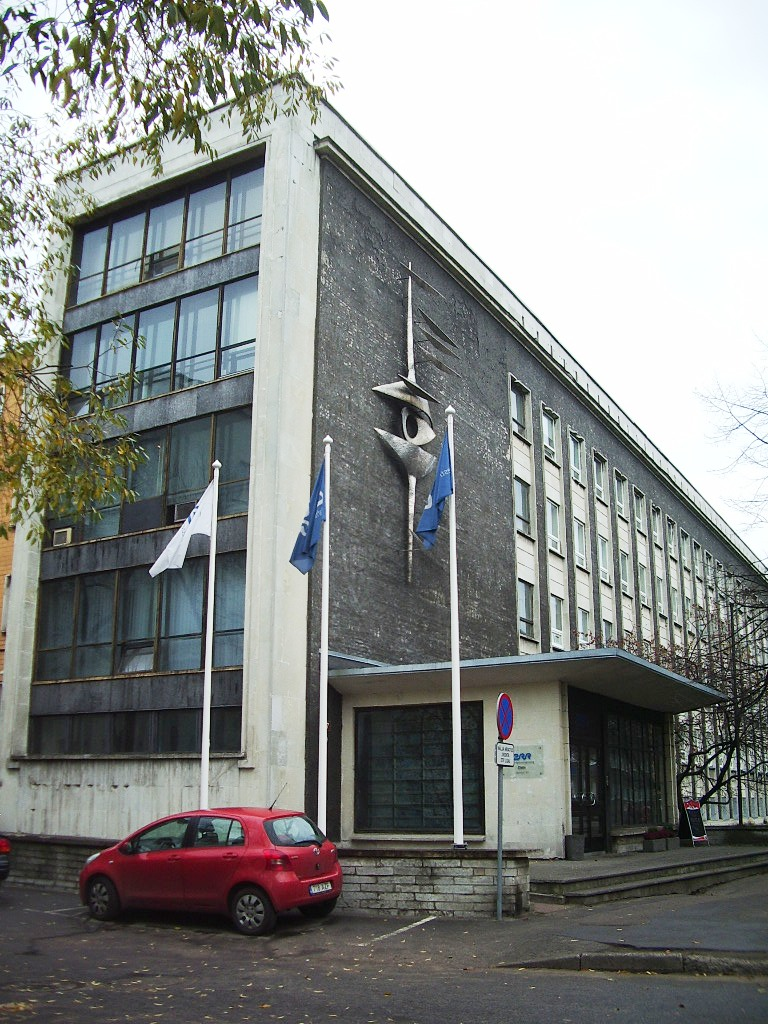
مبنى ETV الرئيسي في 27 شارع جونسيوري ، تالين (نوفمبر 2008)

تم إطلاق التلفزيون الإستوني(Eesti Televisioon) في 19 يوليو 1955. قبل ذلك ، لم يكن بالإمكان استقبال البث التلفزيوني في إستونيا إلا من موسكو. كان أول مقدم برامج تلفزيونية باللغة الإستونية هو أوفيليا ميك ، الذي ظهر لأول مرة في بث تجريبي في 19 يوليو 1955. تم قطع فترة عملها في التلفزيون لأنها أخطأت في التنبيه من التوتر.
كانت روث بيراميتس-بوس (1927-2005) أول مذيعة ثابتة لبرنامج ETV الناشئ. للعثور على مقدم ، أقيمت مسابقة اختيار في عام 1955 ، ولكن لم يتم العثور على الشخص المناسب. بالصدفة ، تم بث فيلم قامت ببطولته على ETV في يوم المسابقة ، ولذلك تم تعيينها.
بدأ كالمر تينوسار (1928-2004) كمقدم برامج في 1 يناير 1956 ، ثم عمل لاحقًا كمحرر وزميل في البرامج الموسيقية (1957-1962 ، ثم بعد عام 1968). أصبح مشهورًا جدًا كمضيف لبرنامج أغاني الأطفال "Entel-Tentel". واصل تينوسار لاحقًا مسيرته كمغني.
في 1 يناير 1993 ، تم قبول ETV كعضو نشط كامل في اتحاد البث الأوروبي (EBU). منذ استعادة الاستقلال في عام 1991 حتى 31 ديسمبر 1992 ، كانت عضوًا في المنظمة الدولية للإذاعة والتلفزيون (OIRT).
توقفت ETV عن عرض الإعلانات التجارية في 1998-1999 ، وتوقفت مرة أخرى عن القيام بذلك منذ عام 2002: لقد أدت معدلات الإعلان منخفضة التكلفة إلى الإضرار بقدرة المذيعين التجاريين على العمل. تم النظر في إدخال نظام لتراخيص أجهزة استقبال البث ، التي يدفعها المشاهدون ، ولكن تم رفضها في نهاية المطاف في مواجهة معارضة عامة.
في عام 2002 ، استضافت ETV مسابقة الأغنية الأوروبية 2002 .
في 9 يناير 2006 ، أطلقت ETV خدمة إخبارية عبر الإنترنت تسمى ETV24. بث الأخبار على الإنترنت ، والنصوص التليفزيونية ، وعلى ETV في الليل.
حتى عام 2007 ، تم تشغيل ETV بواسطة Eesti Televisioon ، وهي مؤسسة البث التي تحمل اسمًا. وفقًا لقانون البث الوطني الإستوني الجديد الذي أقره البرلمان الإستوني في 18 يناير 2007 ، اندمجت Eesti Televisioon مع Eesti Raadio (Estonian Radio ، ER ) في 1 يونيو 2007 لتشكيل خدمة البث العام الإستونية ، أو Eesti Rahvusringhääling (ERR). أثناء الدمج ، تم استبدال الخدمة الإخبارية ETV24 بـ ERR Uudised (ERR News).
في 1 يوليو 2010 ، أكملت إستونيا انتقالها إلى التلفزيون الرقمي للأرض ، وأوقفت جميع الخدمات التماثلية. رسالة إعلامية على الشاشة تشير إلى أن هذا كان مرئيًا على ترددات ETV القديمة حتى 5 يوليو 2010.

## روابط خارجية
- الموقع الرسمي
- History of ETV باللغة الإستونية